# Johannes Van Rensburg
Johannes Frederik Janse Van Rensburg (conegut com a Hans) (Winburg, Estat Lliure d'Orange 24 de setembre de 1898 - Ciutat del Cap, 25 de setembre de 1966) fou un polític sud-africà, líder de l'Ossewabrandwag.
Era membre d'una família lleial a l'Imperi Britànic, i es graduà en alemany a la universitat de Stellenbosch el 1930. El 1924 fou secretari privat de Tielman Roos, ministre de justícia de James Barry Munnick Hertzog, de manera que el 1933 fou secretari de justícia i el 1936 administrador de l'Estat Lliure d'Orange.
El 1934 també va ocupar alguns càrrecs militars i el 1936 formà part de la delegació sud-africana als Jocs Olímpics d'Estiu, 1936 a Berlín, on la seva admiració pel nacional-socialisme li va fer exclamar Hitler is ein heiliger (Hitler és un sant). El 1941 va dimitir en el càrrec d'administrador i passà a liderar els Ossewabrandwag (Bandes de sentinelles dels carros de bous), grup paramilitar fundat el 1939 i considerat per Oswald Pirow com força de xoc dels afrikaner. El va dirigir fins al 1952 i va tenir especial cura dels Stormjaers, força de xoc de la que en formaria part el futur ministre sud-africà Balthazar Johannes Vorster. Va cooperar amb el Partit Nacional Purificat de François Daniel Malan i contactà amb agents nazis a Lourenço Marques (Moçambic).
El 1948 fou líder destacat del Partit Afrikaner, però el seu grup va decaure i el 1952 va dimitir com a cap dels Ossewabrandwag. Va servir en diversos càrrecs administratius i el 1962 es va retirar a una granja fins a la seva mort.